# イカロスの墜落のある風景
『イカロスの墜落のある風景』（イカロスのついらくのあるふうけい, 蘭: Landschap met de val van Icarus, 英: Landscape with the Fall of Icarus）は、長年16世紀のブラバント公国の画家ピーテル・ブリューゲルの手になると考えられてきた絵画作品である。1996年の調査で、作者をブリューゲルとすることは極めて疑わしいとされるようになり、今では、無名の画家が、ブリューゲルのオリジナルを早期に模写した良質な複製画であると考えられている。制作年代は1560年代と思われるが、最近の研究では異説も出ている。
オウィディウスの『変身物語』に主題の多くをよせたこの作品は、ウィリアム・カーロス・ウィリアムズによる同名の詩のテーマともなり、作品が収められているブリュッセルのベルギー王立美術館から名前をとったW・H・オーデンの有名な詩「美術館」でも、この絵のことが言及されている。
『イカロスの墜落』とも呼ばれる。

## 構成

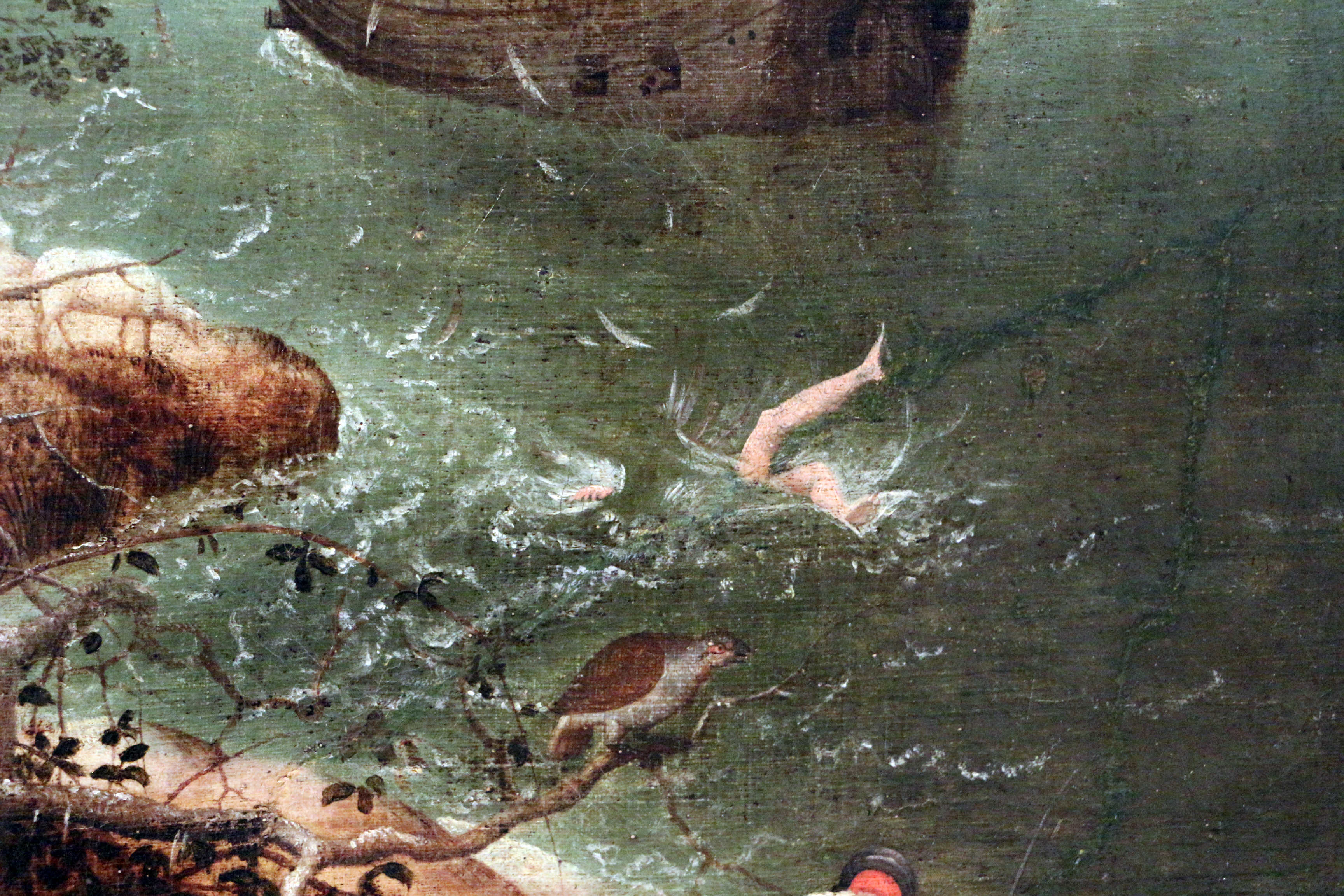
海に墜落するイカロス。

ギリシア神話では、イカロスは、父ダイダロスが蝋で固めた羽根で作った翼で、空を飛ぶことに成功した。しかし、父の忠告を忘れ太陽に近づきすぎて蝋を溶かし、海に墜落して溺れてしまう。この絵でいえば、ちょうど船べりの水面にイカロスの足を見ることができる。空のはるか向こうでは太陽が水平線に沈み始めており、イカロスが太陽にまだまだ近づけなかったことを示している。
描かれた農夫、羊飼い、釣り人について、この伝承を取りあげたオウィディウスは、「驚きに打たれ、神々が天空を貫いて自分たちに近づいてくるのを見ている」と説明しているが、必ずしもこの作品からそのように読み取れるわけではない。むしろ、船から離れたところで空を見つめている羊飼いについては、後述のヴァン・ブレン版を見ると説明ができると思われる。すなわち、オリジナル作品では、おそらく羊飼いが見ている左手の空に、ダイダロスの姿もあったと考えられる。また、フランドル地方のことわざ（ブリューゲルは、他の作品でフランドルのことわざを表現した絵を描いている。）に、「それでも農夫は耕し続けた」という言葉があり、苦しんでいる者への人々の無関心を表していると解釈できる。オーデンの詩も指摘しているが、この絵は、イカロスの死には見向きもされず、日々の暮らしが営々として続いている場面を描くことにより、他人の苦難への人間の無関心を描こうとしているのかもしれない。
遠景の小さな人物によって主題を表現するという世界風景画は、ヨアヒム・パティニールを嚆矢とする初期フランドル派で既に確立された手法ではあったが、関係のない風俗画的な人物を、前景に大きく描くというのは、独創的なものであった。絵画のジャンルにヒエラルキーを設けるという当時の風潮に対するアンチテーゼであったともいえる。ブリューゲルの他の風景画、例えば『雪中の狩人』（Jagers in de sneeuw, 1565年）を含む四季の作品では、風俗画的人物が前景に取り上げられているものの、絵のサイズと比べて、あるいは後景の「高級な」風景画と比べて、それほど大きく描かれているわけではない。

## 帰属

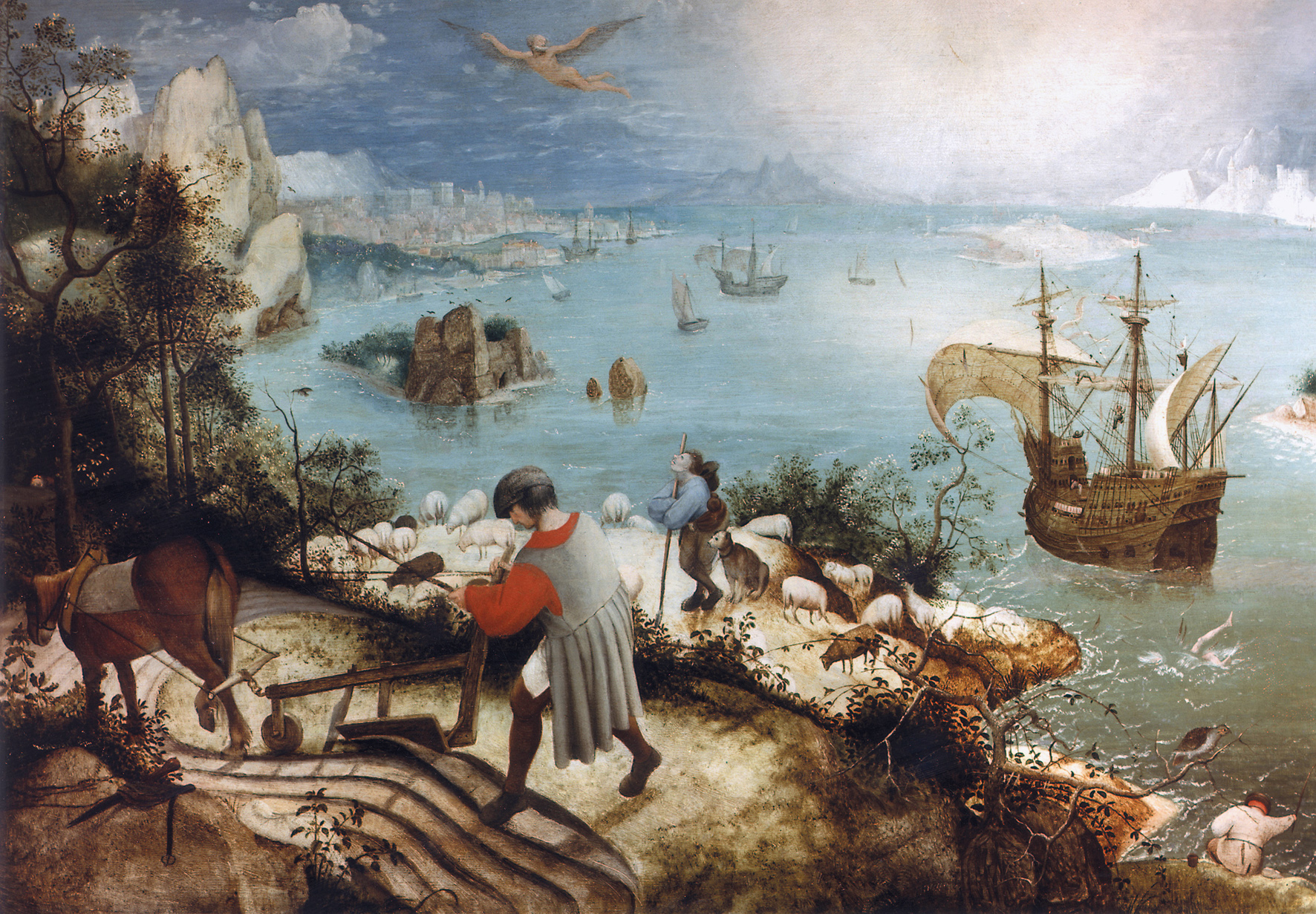
『イカロスの墜落のある風景』1590-95年頃、木に油彩、63 × 90 cm。ブリューゲル一門による。ヴァン・ブレン美術館（ブリュッセル）。

この作品は、おそらく、失われたブリューゲルによるオリジナル作品の翻案であり、1560年代かその直後の作品である。ブリューゲルの他のキャンバス作品がテンペラで描かれているのに対し、この作品は油彩である。
『イカロスの墜落のある風景』は、ベルギー王立美術館が1912年に購入するまで、世に知られていなかった。その後、パネルに描かれた別のヴァージョン（一般に劣っていると考えられている）が発見され、1953年にダニエル・ヴァン・ブレンが入手して私邸に置いた。これが今日ブリュッセルのヴァン・ブレン美術館となっている。こちらの版では、左と右の端は構図から切り取られており、イカロスは水面に墜ちているが、ダイダロスはまだ空中を飛んでいる。羊飼いは、まっすぐにダイダロスを見つめている。このことが、ベルギー王立美術館版の構図の説明となっていることは前述のとおりである。オリジナル作品は、知られる限りでは唯一ブリューゲルが神話的主題を描いたものである。船と人物との遠近感は、完全には整合していないが、そのことがかえって構図に力を与えているともいえる。ブリューゲルは、船と墜落する2人の人物を描いた版画のための下絵も制作している。
1912年にベルギー王立美術館が本作品を購入してから、その真贋について専門家の間で意見が分かれていた。偽作を疑う理由は主に2点で、(1)過度な上塗りのため質が低い、(2)ブリューゲルの油彩作品は全てパネルであるのに、本作品だけはキャンバスの油彩である、ということである。
1963年、同美術館のキュレーターであるフィリップ・ロバーツ＝ジョーンズと、ブリューゲルの専門家Geroges Marlierは、オリジナルのパネル画が、当時よく行われていたように、後にキャンバスに写されたのだという仮説を立てた。1998年、ベルギー王立文化財機構とユトレヒト大学の科学者の混成チームが、キャンバスの放射性炭素年代測定によって真贋問題を解決しようとした。その結論は、ブリューゲル自身がこのキャンバスに絵具を置いたとは考えられないというものであった。これに対し、2006年、J. Reisse教授は、技術的問題により、この測定結果は意味がないとの論文を発表した。
1973年に絵の右端から採取された青い絵具の試料について、走査型電子顕微鏡 (SEM)、エネルギー分散型X線分析 (EDX) を光学顕微鏡と併用した再検査が行われた。その結果、絵の基底から表面に向かって、次のような層があることが分かった。
1. キャンバス
2. 油性鉛白（接着剤）
3. 藍銅鉱（アズライト）を含む厚い油性層
4. チョークの下地
5. わずかに木炭を含む油性鉛白
6. 藍銅鉱を含む青色の油絵具

オリジナルの青絵具の下にチョークの下地があることから、この作品がキャンバスの上に移し替えられたパネル作品であるとされる。オリジナルの青色層は、黄土と木炭の粒子を含む鉛白と藍銅鉱であり、ブリューゲルのものであることが確実な他のパネル作品と完全に一致する。さらに、木炭の粒子が非常に長く針状に尖っている点は特徴的なものであり、同じ美術館に収蔵される『ベツレヘムの人口調査』（Volkstelling te Bethlehem）の絵具と完全に一致する。
最近、赤外線映像法を用いた下絵の分析結果が公表された。この方法は、赤外線が黒を除く全ての色を貫通するという性質に基づいている。これにより、ほとんど黒色で行われている下絵を浮かび上がらせることができる。映像の解釈は主観的にならざるを得ない部分もあるが、概ね、本作品の下絵は他の確実なブリューゲル作品と比べ大きく異ならないといえる。下絵は、要素を大まかに配置する程度にとどまっている。これは、白地に塗られた絵具が詳細な描画を覆い隠してしまったためかもしれない。この赤外線画像と他の分析結果を併せて導かれる結論は次のようなものである。すなわち、ベルギー王立美術館の『イカロスの墜落のある風景』は、パネルに油彩の作品が、キャンバスに移し替えられたというものである。絵具層も、またおそらく下絵部分も、この時の移し替えによって激しく損傷している。さらに、2回の修復作業も損傷を拡大しており、過度な上塗りの原因となっている。それでも、絵具の構成はブリューゲルの大きなパネル作品に見られる技法と完全に一致することから、模倣者の手で描かれたものとは考え難い（子ピーテル・ブリューゲルの可能性はある）。他方、ヴァン・ブレン版は、技法が異なっており、父ブリューゲルまたは子ブリューゲルのいずれのものとも考えられない。

## 関連文献
- 森洋子「失われたブリューゲル:ベルギー王立美術館所蔵≪イカロスの墜落≫の真筆性の問題と寓意的な意味」『明治大学教養論集』第420巻、明治大学教養論集刊行会、2007年3月、83-155頁、ISSN 03896005、NAID 120001441377。
- Kilinski II, Karl (2004). “Bruegel on Icarus. Inversions of the Fall”. Zeitschrift für Kunstgeschichte 67 (1):  83–155.